# غاري أورانجا
غاري أورانجا (بالإسبانية: Gari Uranga) هو لاعب كرة قدم إسباني في مركز نصف الجناح، ولد في 21 يونيو 1980 في إيبارا في إسبانيا. شارك مع منتخب إقليم الباسك لكرة القدم. أما مع النوادي، فقد لعب مع ريال سوسيداد ب وريال سوسيداد ونادي إيبار ونادي خيتافي ونادي كاستييون.

## وصلات خارجية
- غاري أورانجا على موقع قاعدة بيانات كرة القدم.إي يو (الإنجليزية)
- غاري أورانجا على موقع Soccerway.com (الإنجليزية)